# Сирадж, Аббас Абдуллахи Шейх
Аббас Шейх Абдуллахи Сирадж (сомал. Cabaas Cabdulaahi Sheikh Siraaji; араб. عباس عبد الله شيخ سراج‎; 15 августа 1985 — 3 мая 2017) — сомалийский политик, в течение месяца служил министром общественных работ, пока его случайно не застрелили в Могадишо в 2017 году.

## Биография
Родился 15 сентября 1985 года в Сомали. Семья бежала от гражданской войны в Кении, когда ему было 5 лет. Они поселились в лагере беженцев в городе Дадааб. Его отец был шейхом и уважаемым исламским ученым в сомалийской общине. Аббас учился в исламской школе. Среднее образование получил в Дадаабе. Впоследствии учился в Технологическом колледже в Гариссе. Позже он поступил в Кенийский методистский университет, затем в Университет Мои, где получил степень в области делового администрирования.
В 2011 году Аббас вернулся в Сомали. Сначала он работал с общественными организациями, впоследствии занялся политикой. В 2016 году коллегией выборщиков был избран депутатом нижней палаты Федерального парламента Сомали от города Кисмайо.

### На посту министра
21 марта 2017 года премьер-министр Хасан Али Хайре назначил его министром общественных работ. Он приступил к исполнению обязанностей 4 апреля, став самым молодым членом кабинета, в возрасте 31 лет. Несмотря на короткий период службы, он выполнил много общественных проектов. Это сделало его самым популярным и одним из самых любимых политиков в Сомали.

### Смерть
3 мая 2017 года вблизи президентской резиденции «Вилла Сомалия» Аббаса Шейх Абдуллахи Сираджа в его автомобиле застрелили агенты службы безопасности, приняв за террориста-смертника. В связи с этим инцидентом президент Сомали Мухамед Абдуллахи Мухаммед вынужден был прервать свой визит в Эфиопии и распорядился провести тщательную проверку трагедии.